# Kapazität (Wirtschaft)
Kapazität (englisch „capacity“) ist in der Volkswirtschaftslehre und Betriebswirtschaftslehre die maximal dem Produktionsprozess in einem bestimmten Zeitraum zur Verfügung stehende Anzahl an Personal, Maschinen, Werkzeugen und Räumen.

## Allgemeines
Da Volkswirtschaftslehre und Betriebswirtschaftslehre unterschiedliche Erkenntnisobjekte zum Gegenstand haben, muss die Definition des Begriffes Kapazität unterschiedlich ausfallen. Einzige Gemeinsamkeit in beiden Disziplinen ist die maximale Leistungsfähigkeit von Produktionsfaktoren je Zeitspanne. Die Volkswirtschaftslehre befasst sich dabei primär mit Fragen zu Produktionspotenzialen und Engpass-Sektoren, die das Bruttoinlandsprodukt limitieren können und Kapazitätsauslastungen. Ansonsten greift sie im Rahmen einer Aggregation auf die einzelnen betrieblichen Kapazitäten zurück, die die Betriebswirtschaftslehre liefert.

## Betriebswirtschaft
Die Kapazität eines Produktionssystems hängt von drei Komponenten ab, nämlich der Intensität mit der produziert wird, der Anzahl der vorhandenen Aggregate (Maschinen) bzw. der Anzahl der Arbeitskräfte und dem Zeitraum, in welchem sie eingesetzt werden. Wird der Zeitraum, in welchem Produktionsfaktoren zum Einsatz kommen, verkürzt (etwa durch Arbeitszeitverkürzung), so verringert sich die Kapazität und umgekehrt. Ein zwecks Kapazitätsmessung gewählter langer Zeitraum zeigt Kapazitätsschwankungen eher auf als ein kurzer.
Während die Kapazität die maximal mögliche mengenmäßige Produktion wiedergibt, macht die Kapazitätsauslastung (Ausbringungsmenge) Aussagen über die tatsächlich produzierte Menge im Verhältnis zur maximal möglichen Menge. Entsprechend ist der Kapazitätsauslastungsgrad (oder kurz Auslastungsgrad) der Prozentsatz, zu dem die mit 100 % angenommene Kapazität tatsächlich genutzt wird. Die Intensität gibt Auskunft darüber, ob durch technische Möglichkeiten (Erhöhung der Ausbringungsmenge pro Zeitspanne) oder zeitliche Optionen (Einführung von Schichtarbeit) die Kapazität erhöht werden kann. Um Kapazitäten zu messen, muss deshalb die Intensität konstant bleiben.

### Kapazitäten der einzelnen Produktionsfaktoren
In funktionaler Hinsicht lassen sich Anlagenkapazität (Maschinenkapazität), Personalkapazität und zum Teil finanzielle Kapazität unterscheiden.

### Arten
Die Betriebswirtschaftslehre beschreibt eine Vielzahl von Kapazitätsarten. Erich Gutenberg und Konrad Mellerowicz haben sich vorwiegend mit der qualitativen und quantitativen Kapazität auseinandergesetzt, doch werden darüber hinaus noch eine Reihe weiterer Arten erörtert. Nach Produktionsfaktoren kann man zwischen der Arbeits- oder Personalkapazität, Beschaffungskapazität und der Maschinenkapazität unterscheiden. Da zudem auch betriebliches Kapital, sei es in Form von Eigenkapital oder Fremdkapital, nur begrenzt zur Verfügung steht, kann man auch von einer finanziellen Kapazität sprechen. Gutenberg sieht entsprechend eine Inanspruchnahme der finanziellen Kapazität bei Investitionen. Steht nämlich Eigen- und Fremdkapital nicht zur Verfügung, können notwendige maschinelle Investitionen nicht vorgenommen werden, so dass der Finanzsektor einen Engpass darstellt.

### Weitere Arten
- Quantitative Kapazität: maximal realisierbare Ausbringungsmenge bei konstanten Intensitäten innerhalb eines bestimmten Zeitraumes.
  - Mengenbegrenzung: Maximalkapazität ist die technisch mögliche Ausbringungsmenge aufgrund der gegebenen technischen Daten einzelner Betriebsmittel, ohne wirtschaftlichen Aspekten Rechnung zu tragen; vor Erreichen der technischen Kapazität steigen die Stückkosten überproportional an.[8] Viele Betriebsmittel besitzen eine technische Minimalkapazität. Sie sind nur dann arbeitsfähig, wenn sie eine bestimmte Leistungsuntergrenze erbringen. Ihre Funktionssicherheit nimmt ab oder ist sogar nicht mehr gewährleistet, wenn diese Minimalkapazität unterschritten wird. So sind für bestimmte Seeschiffe mindestens zwei Schlepper erforderlich.[9] Die Optimalkapazität liegt in der Regel zwischen der Minimal- und Maximalkapazität und kennzeichnet die Ausbringungsmenge, bei der eine Ressource den höchsten Wirkungsgrad aufweist und damit am kostengünstigsten arbeitet.[10] Es handelt sich konkret um das Produktionsvermögen eines Betriebes am optimalen Kostenpunkt mit den geringsten Stückkosten. Die gewinnmaximale Kapazität ist bei Mengenanpassern mit vorgegebenem Marktpreis diejenige Ausbringungsmenge, bei der die Grenzkosten mit dem Preis identisch sind.
  - erfahrungsmäßige Produktionsmenge: Durchschnitts- und Normalkapazität. Bei der Normalkapazität wird die durchschnittliche Kapazitätsauslastung der Vergangenheit zugrunde gelegt.
  - Leistungsbeurteilung: technische und wirtschaftliche Kapazität. Mit der wirtschaftlichen Minimalkapazität ist eine wirtschaftliche Mindestauslastung verbunden, weil mit Unterschreitung dieser Minimalkapazität die Nutzung unwirtschaftlich wird.[11]
- Qualitative Kapazität: drückt aus, mit welcher größtmöglichen Güte und Präzision die vorhandenen Produktionsfaktoren für die Leistungserstellung ausgestattet sind; auch die gegenseitige Harmonisierung der Produktionsfaktoren gehört hierzu. Konrad Mellerowicz weist darauf hin, dass bei Fließfertigung eine volle Abstimmung der Betriebselemente aufeinander gewährleistet sein muss.[12] Sowohl die Personal- als Betriebsmittelkapazitäten besitzen eine qualitative Komponente.[13]
  - realisierbare oder verfügbare Kapazität: ergibt sich durch die Berücksichtigung von personellen (Fluktuation, Krankenstand) und maschinellen (Wartungsarbeiten, Störungen) Ausfallzeiten.

### Ermittlung der Kapazität
Bei einer einzelnen Produktionsmaschine kann die Produktionskapazität leicht ermittelt werden. Anhand der technischen Daten des Herstellers sei etwa der technisch mögliche Ausstoß einer Maschine I im 8-Stunden-Betrieb auf 9600 Produktionseinheiten begrenzt, ohne dass es zu technischen Fehlern kommt. Das bedeutet, dass diese Maschine 20 Stück pro Minute herstellen kann; dies ist die technische Maximalkapazität. Hiervon sind Wartung/Störungen, Arbeitspausen und Debugging der Software abzuziehen, so dass eine technische Maximalkapazität von 15 Stück/Minute übrigbleibt. Es ist jedoch aufgrund der stärkeren technischen Abnutzung nicht opportun, diese technische Maximalkapazität auf Dauer auszunutzen. Vielmehr wird aufgrund von betrieblichen Erfahrungswerten mit anderen Maschinen dieses Typs angenommen, dass die realisierbare wirtschaftliche Maximalkapazität bei 12 Stück pro Minute (also 80 % der technischen Maximalkapazität) liegt. Die produzierten 12 Stück/Minute werden sodann automatisch zu einer weiter verarbeitenden Maschine II anderen Typs transportiert, deren wirtschaftliche Maximalkapazität jedoch lediglich bei 10 Stück/Minute liegt. Dann besteht ein Engpass-Sektor, der auch die wirtschaftliche Maximalkapazität der Maschine I auf 10 Stück/Minute begrenzt, sofern es nicht sinnvoll ist, die Überschussproduktion der Maschine I zu lagern.
Allgemein sind im Personentransport und Frachtgut-Transport Kapazitäten genau messbar, weil die Anzahl der Sitze und die transportierbare Frachtmenge und speziell in der zivilen Luftfahrt für jeden Flugzeugtyp genau feststehen. In der kommerziellen zivilen Luftfahrt veröffentlicht die IATA als Dachverband der Fluggesellschaften die Auslastungen einzelner Airlines. Sie unterscheidet dabei zwei betriebswirtschaftliche Kennzahlen zur Kapazitätsauslastung, und zwar den Sitzladefaktor (Personenbeförderung) und den Nutzladefaktor (Luftfracht). So berichtet die Lufthansa in ihrem Geschäftsbericht für 2015, dass ihr Sitzladefaktor (Sitzkilometer, also Absatzmengen) bei 80,4 % lag und sie mit 66,3 % Nutzladefaktor (Tonnen-Kilometer) Europas führende Frachtfluggesellschaft sei. Daraus ergibt sich, dass die Lufthansa weltweit noch rund 19 % bzw. 33 % Marktpotenziale wegen nicht ausgelasteter Kapazitäten besitzt. Aus diesen nicht ausgelasteten Kapazitäten wiederum lässt sich die Maximalkapazität ermitteln, und zwar sowohl mengenmäßig als auch umsatzmäßig.

### Kapazitätsengpass
Der Engpass (englisch bottleneck, „Flaschenhals“) ist eine Stockung im Produktionsprozess, die durch knappe Kapazitäten auftritt. Ein Engpass taucht im Produktionsprozess auf, wenn die bereitstehenden Teilkapazitäten nicht ausreichen, um die Produktionserfordernisse zu bewältigen. Die mögliche Produktionsauslastung übersteigt dann die verfügbare Kapazität. Kapazitätsengpässe können in Unternehmen häufig auftauchen; die Beseitigung eines Engpasses bringt das Auftreten anderer Engpässe mit sich. Es komme daher nicht darauf an, alle Engpässe zu beseitigen, sondern sie aufeinander abzustimmen. Das ist Gegenstand der Engpassplanung. Der Engpass bestimmt die maximal mögliche Auslastung pro Zeitspanne, er beschränkt die Leistung der ganzen Kette. Die Gesamtkapazität wird von dem Sektor mit der geringsten Kapazität – dem Engpass – beschränkt. Sektoren, in denen Engpässe auftauchen, heißen Minimumsektor. Der Engpass des Minimumsektors begrenzt die betriebliche Gesamtkapazität. Vom Minimumsektor geht eine die betriebliche Leistung beeinträchtigende Wirkung aus, die es gilt, durch Engpassplanung zu beseitigen. Ziel der Engpassplanung ist die Optimierung des Fertigungsflusses. Unternehmen mit standardisierten Massenprodukten benötigen eine andere Art der Engpassplanung als solche mit auftragsbezogener oder Einzelfertigung.

### Anpassung
Unternehmen können ihre Kapazitätsengpässe auch durch verschiedene Anpassungsformen verändern:
- intensitätsmäßige Anpassung: Produktionsprozesse werden beschleunigt oder verlangsamt (Fließbandgeschwindigkeit, Schichtarbeit);
- zeitliche Anpassung: Einführung von Überstunden, Kurzarbeit;
- quantitative Anpassung durch mengenmäßige Erhöhung oder Verminderung der Produktionsfaktoren.
  - selektive Anpassung durch Ausscheiden der weniger guten Arbeitnehmer und Maschinen.
- qualitative Anpassung durch eine Änderung der Beschaffenheit von Produktionsfaktoren.

Kapazitätserhöhungen bedürfen finanzieller Investitionen in Maschinen und Personal und erfolgen in der Regel nur bei bereits mittelfristig ausgelasteten Kapazitäten.

### Beseitigung
Mit kurzfristigen Kapazitätsengpässen beschäftigt sich die Kapazitätsterminierung. Strategien zur Beseitigung von Engpässen sind:
- Verfügbare Kapazität erhöhen:
  - beim Personal: Überstunden, Springer, Zeitarbeit, Schichtbetrieb;
  - bei Produkten (Beschaffung und Absatz): Lager;
  - bei Maschinen: Produktionsüberwachung und zeitliche Sollvorgaben für einzelne Produktionsschritte, Inbetriebnahme stillgelegter Aggregate.
- Benötigte Kapazität verringern:
  - Instandhaltungsmaßnahmen verschieben,
  - Auftragsbestand reduzieren,
  - Vergabe an andere Unternehmen.
- Preise verändern: Eine Preiserhöhung reduziert die Nachfrage und damit die Auslastung, eine Preissenkung führt zum Gegenteil.

### Preispolitik
Die Strategie eines preisgesteuerten Kapazitätsmanagements besteht darin, den preissensiblen Nachfragern Produkte/Dienstleistungen zu niedrigen Preisen und preisunsensiblen Nachfragern zu einem hohen Preis anzubieten. Sind Nachfrager preissensibel, lässt sich ihre Nachfrage durch Preisdifferenzierung beeinflussen. Eine vorwiegend an der Kapazitätsauslastung orientierte Preispolitik kann die Preise bis auf die kurzfristige Preisuntergrenze, die bei den Grenzkosten liegt, senken, um mehr Nachfrage zur Verbesserung der Kapazitätsauslastung zu genieren. Dazu gehören Frühbucherrabatte, last-minute-Reisen, Stand-By-Flüge, Mondscheintarife, Nebensaison-Rabatte oder Happy Hour. Nachfrage, die über die bestehende Kapazität hinausgeht, kann durch Preiserhöhungen begegnet werden. Beispiel hierfür ist ein höherer Tarif im Personennahverkehr während der Hauptverkehrszeit. Eine maximale Kapazitätsauslastung kann in allen Fällen zur Gewinnmaximierung führen.

### Kapazitätsbegriffe
Überkapazität ist eine im Vergleich zu den Absatzmöglichkeiten überhöhte Kapazität, die eine geminderte Rentabilität bewirkt und auf Dauer zu einer Unternehmenskrise führen kann. Volkswirtschaftliche Überkapazitäten können eine Krise und Depression auslösen. Leerkapazitäten sind nicht auslastbare Teile von Kapazitäten wie sie etwa insbesondere durch Engpässe oder Überkapazitäten entstehen können. Im Transportwesen heißen solche Leerkapazitäten Leerfahrt, Leerflug und Leerzug. Durch die wirtschaftliche Maximalkapazität der Maschine II entsteht im Beispiel eine Leerkapazität von 2 Stück/Minute, entsprechende Fixkosten heißen Leerkosten. Mit der geschaffenen Kapazität sind Fixkosten verbunden (Zeitlohn der Arbeitskräfte, maschinelle Abschreibungen, Kreditzinsen), die auch ohne Produktion anfallen. Diese Kosten heißen auch Bereitschaftskosten, die bei einem Rückgang der Beschäftigung nur unterproportional sinken (Kostenremanenz). Je höher der Fixkostenanteil an den Gesamtkosten ist (fixkostenintensive Betriebe wie Transportunternehmen), umso höher müssen die vorhandenen Kapazitäten ausgelastet werden, um den Break-even-Punkt zu erreichen. Nutzkapazitäten sind entsprechend der Teil der Kapazität, der ausgelastet ist. Kapazitätsabstimmung oder Kapazitätsabgleich ist der Abgleich der verfügbaren Kapazität mit dem Kapazitätsbedarf (siehe: Betriebsmittelbedarf).

## Volkswirtschaft

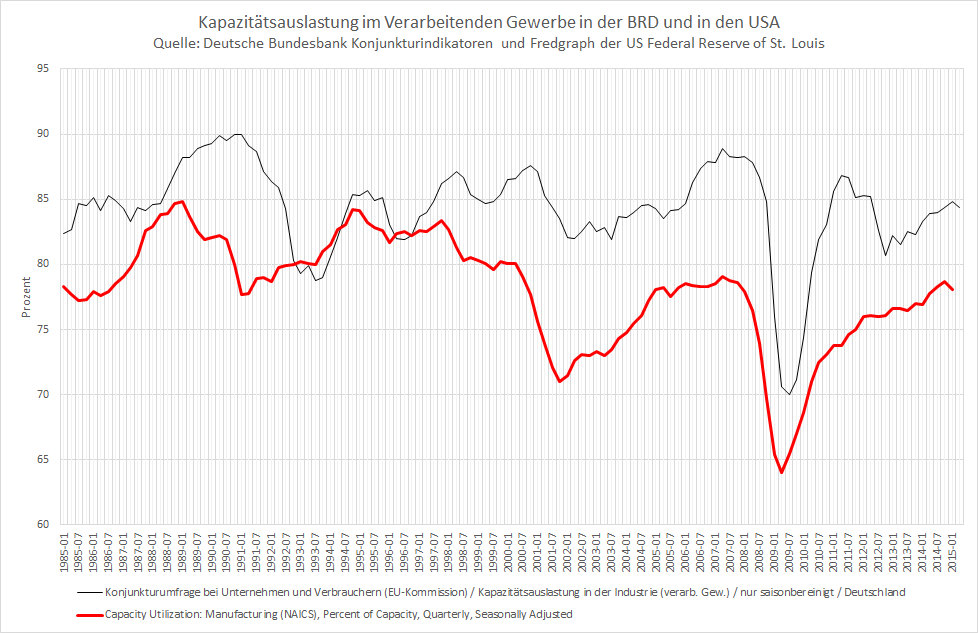
Kapazitätsauslastung im Verarbeitenden Gewerbe in der BRD und in den USA.

Während sich das betriebliche Produktionspotenzial zumeist relativ zuverlässig ermitteln lässt, da es meist technisch vorgegeben ist, gestaltet sich die Berechnung eines volkswirtschaftlichen Produktionspotenzials außerordentlich schwierig, weil sich nicht eindeutig bestimmen lässt, wann die Vollauslastung aller Produktionsfaktoren erreicht wird. Das Produktionspotenzial entspricht der Produktionskapazität (gesamtwirtschaftliche Produktion) einer Volkswirtschaft bei normaler Beschäftigung aller volkswirtschaftlichen Produktionsfaktoren. Der Sachverständigenrat sieht eine Normalauslastung des Produktionspotenzials dann als gegeben an, wenn die vorhandenen Produktionsfaktoren zu 96,75 % ausgelastet sind. In seinem Jahresgutachten 2003/2004 beschrieb der Sachverständigenrat, was unter Wirtschaftswachstum zu verstehen ist, nämlich eine langfristige Entwicklung des Bruttoinlandsprodukts bei voller oder zumindest normaler Auslastung sämtlicher Kapazitäten, also die Veränderung des Produktionspotenzials. Je niedriger das Potenzialwachstum ist, desto eher stößt ein Aufschwung an vorhandene Kapazitätsgrenzen. „Der Grad der Auslastung der Produktionskapazitäten kann als Maßstab für die konjunkturelle Situation der Industrie schlechthin gelten“. Dann beschreibt der Begriff der Konjunktur letztlich den Zustand des Auslastungsgrades der gesamtwirtschaftlichen Produktionskapazität. Die Kapazitätsauslastung gehört zu den allgemeinen Wirtschaftsindikatoren. Die Daten zur Kapazitätsauslastung („capacity utilisation“; in Prozent der Vollauslastung) der Industrie in der Europäischen Währungsunion werden von der Europäischen Kommission im Rahmen harmonisierter Konjunkturumfragen vierteljährlich in der Europäischen Union erhoben. Die Kapazitätsauslastung wird dabei von den Wirtschaftsforschungsinstituten in % des Produktionspotenzials angegeben.

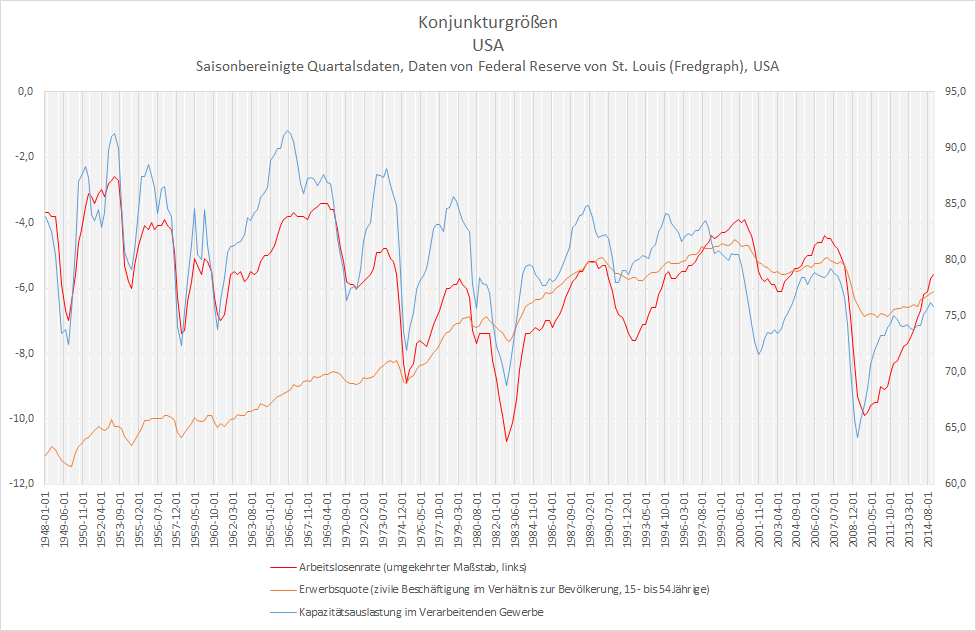
Konjunkturdaten der USA zu Kapazitätsauslastung, Beschäftigungsquote und Arbeitslosenquote

Vor diesem Hintergrund zeigen einige empirische Zahlen die Kapazitätssituation der deutschen Wirtschaft. Der Kapazitätsverlust der deutschen Wirtschaft durch den Zweiten Weltkrieg lag in den drei Westzonen 1948 bei lediglich 15,4 % der Kapazität von 1936, wovon 8,1 % auf Kriegszerstörungen und 7,3 % auf Demontagen durch die Alliierten entfielen, während die Auslastung der Produktionskapazität 1932 nur etwa 45 % betrug. Nach Beginn der Finanzkrise ab 2007 sank in Deutschland die Kapazitätsauslastung im verarbeitenden Gewerbe von 88,2 % auf den Tiefpunkt 2009 auf 70,2 %, um 2013 wieder das Niveau von 83,2 % zu erreichen.